# 崔展鴻
崔展鴻（1985年10月20日－），香港作曲家、音樂製作人、結他手。曾為慈山寺、波士頓 Alea III 室樂團、香港芭蕾舞團撰寫原創音樂，亦為舞台劇
《騷眉勿擾》、《情敵勸退師》及《香港式離婚》(黃子華X劉嘉玲)擔任音樂總監。近年參與電影配樂製作，曾為芬蘭導演米卡·考里斯迈基電影《程大師》(2019) 監製片尾曲，以及配樂作品包括《再見UFO》(2019)、陳果電影《鬼同你住》(2021)、《死屍死時四十四》(2023)、《裡應外合》(2024)、《淺淺歲月》(2024)、《金童》(待上畫）。

## 背景
崔展鴻就讀樂善堂楊葛小琳中學，從學於蔡立恒，師承 Irina Boutyrskaya，曾於 Musicians Institute 獲頒授 Outstanding Stylist Award，及後修讀 UCLA Extension 電影配樂。畢業於伯克利音樂學院作曲系並考獲獎學金，受教於蕭士塔高維奇門下學生 Yakov Gubanov。
曾獲邀參加 EUROPAfest 及多個亞洲音樂節，演奏個人原創作品，包括：《自由爵士音樂節 2022：時間迴響 羅尚正、崔展鴻》、《HKT x  WESTK POPFEST 2023  王菀之 x 崔展鴻》、及《Freespace Jazz Fest 2024 崔展鴻 ft. 林凱鈴 Ashley Lin》。同時活躍於流行音樂製作及演出，合作歌手包括：李玟、王菀之、周筆暢、謝安琪、陳蕾、黃淑蔓、林宥嘉。

## 作品

### 2007年
- 周柏豪 - 同天空 (Different Colour Mix)（結他）

### 2010年
- 崔展鴻 - Eimear Gesture（作曲）
- 崔展鴻 - Shu Mo Hua（作曲）

### 2011年
- 崔展鴻 - 蔓延（作曲）

### 2012年
- 崔展鴻 - 沒懂你的輕描 Pantomime（作曲）
- Duet Orientales - Lullaby, Duet for Vibraphone and Guitar（作曲、結他）
- 崔展鴻 - 重塑 Reshape（作曲）
- 崔展鴻 - 繹民歌一首 Folk song unravelled（作曲）
- 崔展鴻 - 纖巧的一刻 Maybe in a time of delicacy（作曲）

### 2013年
- 崔展鴻 - Sonata No. 1（作曲）
- 崔展鴻 - 智有所不明 Needle in the hay（作曲）

### 2014年
- 謝安琪 - 勢不兩立（結他）

### 2015年
- In One Stroke - 貓空 Cat Lumiere（作曲）
- 張繼聰 & 陳凱琳 - You Are the One（編曲、監製）
- 王菀之 - 如一（結他）
- 朱紫嬈 - 仍未忘記 (feat. 黃劍文) （編曲）

### 2016年
- 李幸倪 - 和每天講再見 (Night Remix Version)（結他）
- 雨僑 - 大奇蹟日（結他）

### 2017年
- In One Stroke feat. 韓梅 – 剛愎 Ostinato（作曲）
- 顏卓靈 - 閃光 (美麗也短暫Mix)（編曲）
- 王菀之 - My Way（結他）
- 李克勤 - 失魂記（結他）
- 李克勤 - 一個都不能少（結他）
- 許廷鏗 - 神奇之旅（結他）

### 2018年
- 香港芭蕾舞團 - 悟了個空（作曲）
- 余香凝 - 陽光普照 (電影《非同凡響》主題曲)（編曲）
- 鄧小巧 - 芭樂 (之石頭芭樂Rock Ballad)（編曲）
- 許廷鏗 - 體操（結他）

### 2019年
- 黃淑蔓 - 華富一號（作曲、編曲、監製）
- 鄧小巧 - Gleaming Trace (米卡·考里斯迈基電影《程大師》片尾曲)（編曲、監製）
- 王菀之 - 波點女皇（結他）
- 方皓玟 - 望（結他）
- 鄭秀文 - 好好說（弦樂編曲）
- 崔展鴻 - Diaspora（作曲）

### 2020年
- SoulJase - 安眠詩（編曲）
- 崔展鴻 - 畫意 (Instrumental)（編曲、監製、結他）
- 許廷鏗 - 恨（結他）
- 鄭欣宜 - 小夜燈（結他）
- 陳凱詠 & 林家謙 - 隔離 (Studio Live Duet) （編曲、結他）
- 王菀之 - 我真的受傷了(輕熟版)（結他）

### 2021年
- 韋羅莎 - 又如初（作曲、編曲、監製）
- 謝安琪 - 靜夜歌（編曲、監製）
- 魏如萱、裘德 - 最後的水族館（室內樂編曲、結他）
- 裘德 - 火之塗寫（弦樂編曲）
- 裘德 - B級鯊魚（結他）
- 裘德 - 仿生海龜（結他）
- 謝安琪 - 團圓說（結他）

### 2022年
- 薛凱琪、麥浚龍 - 月球上碰面（編曲、結他）
- 裘德 - 荔枝（編曲、結他）

### 2023年
- 柳應廷 - 鹹魚遊戲 (電影《死屍死時四十四》主題曲)（作曲、編曲、監製）
- 裘德 - 胚胎（編曲）
- 裘德 - 骨骼謝幕（編曲）
- 裘德 - 飢餓女士（編曲）

### 2024年
- 廖子妤 - 輕輕帶過 (電視劇《瑪嘉烈與大衛系列 絲絲》主題曲)（作曲、編曲、監製）
- Ashley Lin - Make You Feel My Love (電視劇《瑪嘉烈與大衛系列 絲絲》插曲)（編曲、監製）
- Ashley Lin - You (電視劇《瑪嘉烈與大衛系列 絲絲》插曲)（編曲、監製）

### 2025年
- 林宥嘉 - 神愛世人（編曲、監製）